# Markéta Přenosilová
Markéta Přenosilová je česká manažerka, od roku 2017 ředitelka odboru startupů agentury CzechInvest. Po maturitě v roce 2006 na Českoslovanské akademii obchodní pokračovala v bakalářském studiu na České zemědělské univerzitě v Praze. V roce 2011 tu absolvovala inženýrský obor „Veřejná správa a regionální rozvoj“. Už během studia pracovala na částečný úvazek pro agenturu CzechInvest na projektu kooperace českých a zahraničních univerzit a technologických firem.
V roce 2017 byla vybrána mezi 3 Top ženy Česka v kategorii Startup, anketu organizuje deník Hospodářské noviny.